# Gilberto (nombre)
Gilberto es un nombre de pila masculino latinizado de origen germánico. Deriva de Gilbert y significa "flecha brillante".
El patronímico de Gilberto es Gil. En inglés son Hill y Gilbertson (hijo de Gilberto).

## Variantes en otros idiomas
- Español: Gilberto
- Alemán: Herbert
- Catalán: Gilbert
- Gallego: Xilberte
- Francés: Gilbert
- Inglés: Gilbert
- Italiano: Gilberto
- Ruso: Гильберт (Gil'bert)

## Personajes
- Gilberto de Sempringham, santo.
- Gilberto de Montpensier, noble francés.
- Gilberto Gil, músico brasileño.
- Gilberto Santa Rosa, cantante puertorriqueño.
- Gilberto Rodríguez Orejuela, narcotraficante
- Gilbert Bielschmidt, Prussia en Hetalia.

### Futbolistas brasileños
- Gilberto Alves (1950-), nacido en Nova Lima.
- Gilberto Ribeiro Gonçalves (1980-), nacido en Andradina.
- Gilberto da Silva Melo (1976-), nacido en Río de Janeiro.
- Gilberto Silva (1976-), nacido en Lagoa da Prata.
- Gilberto Oliveira Souza Júnior (1989-), nacido en Piranhas.
- Gilberto Moraes Júnior (1993-), nacido en Campinas.

### Personajes apellidados
- Astrud Gilberto, cantante brasileña.
- Bebel Gilberto, cantante y compositora brasileña.
- João Gilberto, músico brasileño.
- Melissa Gilbert, actriz estadounidense

## Otros
- Huracán Gilberto
- Orden de los Gilbertinos, orden religiosa de origen inglés.

- Datos: Q18177262
- Multimedia: Gilberto (given name) / Q18177262